# 立方センチメートル
立方センチメートル（りっぽうセンチメートル、フランス語: centimètre cube、英語: cubic centimetre）は、体積の計量単位である。1 立方メートルの100万分の1に等しい。
英語の cubic centimetre やそれに相当する各国語を略した cc（シーシー）が用いられることがあるが、国際単位系では使用を禁止している。一方、計量法では使用は好ましくないとしている。

## 定義
体積を表す一貫性のある組立単位は m3 （立方メートル）であり、これに100分の1を表すSI接頭語である「c（センチ）」を付した組立単位が立方センチメートルである（国際単位系における定義。計量法でも同じ定義である）。したがってその単位記号は cm3 である。1 立方メートル (m3) の100万分の1に等しい。
なお、一般的には、一辺が 1 cm（センチメートル）の立方体の体積と分かりやすく説明されることが多い。1 cm = 1/100 m なので、1 cm3 = (1/100 m)3 = 1/1000000 m3 である。

## ミリリットルとの関係
現在（1964年以降）では、1 mL（ミリリットル）は正確に 1 cm3 である。なお、1 cm3 の水の質量は 約1 g（グラム）である。
1901年から1964年までは、「高精度測定のための体積の単位は, 最大密度で, 標準大気圧の下にある1 キログラムの純水によって占められる体積であり, その体積を「リットル」と称する」と定められていたが1964年に変更された。測定結果によれば、最大密度は3.98 ℃、1気圧において、0.999972 g であったので、それに応じ 1 mL = 1.000028 cm3 だった。1964年の第12回 CGPM以降は、1 mL = 正確に1 cm3 となった。詳細は、リットル#歴史を参照のこと。
リットル (Litre) という名称は、高精度の体積測定の結果を表すためには使用されないよう、国際度量衡総会が1964年に勧告していたが、現在では多くの科学の分野では、立方センチメートルはミリリットル (mL) に置き換えられている。アメリカ合衆国においては、医学と自動車の2分野においてのみ、立方センチメートルがいまだに使われている。
イギリスにおいては、医学では立方センチメートルよりはむしろミリリットルの方が使用されるが、自動車の分野ではそうではない。ほかの英語圏の国においては、立方センチメートルが使われ続けている。

## cc
国際単位系（SI）では、ccの使用は認められていない。また、日本産業規格（JIS）においても、cc は使用できない単位となっている。
日本の計量法においては、取引や証明には「cc」でなく、cm3 を使うことが望ましいとしている。
現在、医学の分野では、処方箋などでの cc を、"Do Not Use" list に入れてその使用を廃止しようという運動が進行している。これは、手書きの cc が 00 と見誤りやすい、または酵素活性の単位「ユニット」の記号の「U」と見誤りやすいためであり、それにより、場合によっては致死量に達する薬品の適量超過のおそれがあるためである。アメリカ合衆国では、医学上の略語によって引き起こされたミスのうちの12.6%が、立方センチメートルの意味での「cc」に関するものである。cc の代わりには、mL を使用することが推奨されている。また、μg も mg に間違われやすいので、micro- を mc- に略した mcg が推奨されている。
日本では、主に自動車（四輪車）や二輪車などのエンジン排気量の単位として広く用いられ（自動車メーカの公式サイトやカタログなどの表現では表向きは「1.998L」と表現されるが、「(1,998cc)」と併記する場合がある）、運転免許の区分など公的な規定や公文書でも「cm3」や「(m)L」ではなく「cc」が依然として使われている場合がある。かつては牛乳瓶など小型容器の体積あるいは内容量を表す単位としても幅広く使われていた。

## 符号位置
| 記号 | Unicode | JIS X 0213 | 文字参照          | 名称                                |
| ---- | ------- | ---------- | ----------------- | ----------------------------------- |
| ㎤   | U+33A4  | -          | &#x33A4; &#13220; | 立方センチメートル Cubic centimetre |
| ㏄   | U+33C4  | 1-13-53    | &#x33C4; &#13252; | cc                                  |

Unicodeには、CJK互換用文字として上記の文字が収録されている。これらは、既存の文字コードに対する後方互換性のために収録されているものであり、使用は推奨されない。